# Mordellistena nigroapicalis
Mordellistena nigroapicalis is een keversoort uit de familie spartelkevers (Mordellidae). De wetenschappelijke naam van de soort is voor het eerst geldig gepubliceerd in 1923 door Píc.